# Бил, Гиффорд
Гиффорд Бил (англ. Gifford Beal; 1879—1956) — американский художник-акварелист, гравёр и педагог.

## Биография

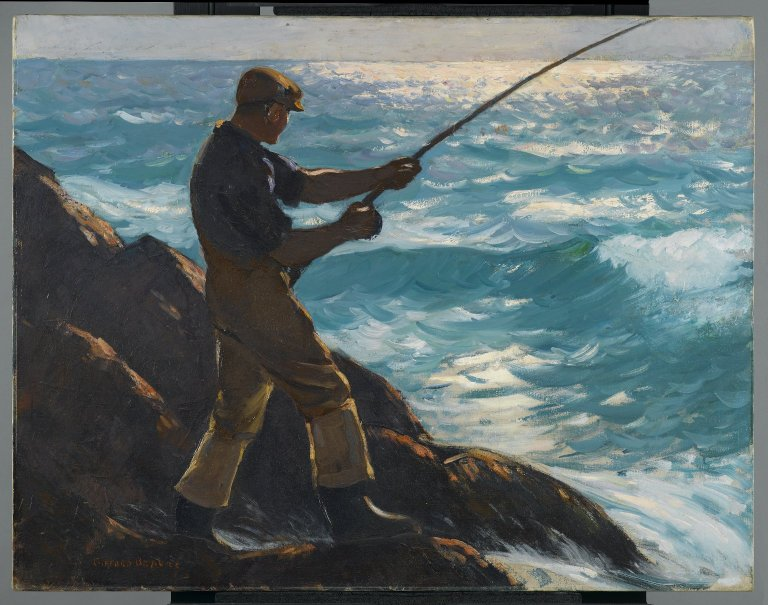
The Fisherman, 1922

Родился 24 января 1879 года в Нью-Йорке, младший брат живописца Рейнольдса Била. Вместе с братом проводили лето в Ньюберге, Нью-Йорк, на реке Гудзон. Позднее вместе писали местные пейзажи. Их отец — William Reynolds Beal.
Между 1892 и 1901 годами по выходным учился у Уильяма Чейза в Нью-Йорке, летом посещал его летнюю школу в Шиннекок Хиллс на Лонг-Айленде. Окончив Принстонский университет в 1900 году, Гиффорд продолжил своё художественное образование в Лиге студентов-художников в Нью-Йорке (с 1901 по 1903 годы) вместе с Джорджем Бриджменом и Фрэнком Дюмоном.
Некоторое время жил с братом в Рокпорте, Массачусетс; их студия находилась рядом с гаванью, на тему которой было создано ряд работ. В ноябре 1944 года в городе Фитчберг, Массачусетс, в центре Fitchburg Art Center (ныне это Художественный музей Фитчберга), Рейнольдс и Гиффорд провели совместную выставку, где представили свои работы маслом и акварелью, а также офорты.
Гиффорд Бил избирался президентом Лиги студентов-художников Нью-Йорка в 1916 году и повторно в 1918 году; с 1920 года он занимал эту должность непрерывно до 1930 года, затем преподавал здесь же в 1931—1932 годах. В 1908 году был избран адъюнктом Национальной академии дизайна, а в 1914 году стал академиком. В 1923 году стал членом Национального института искусств и литературы, 1943 году — членом Американской академии искусств и литературы. Также был академиком Американского общества акварелистов с 1910 до 1955 годы и членом Century Association, нью-йоркского клуба, основанного в 1847 году для художников и писателей.
В 1920 году состоялась первая персональная выставка Гиффорда Била нью-йоркской галерее Kraushaar Galleries. Его работы постоянно присутствовали во многих выставках, проводимых в США.
Умер художник 5 февраля 1956 года. Похоронен на кладбище Cedar Hill Cemetery and Mausoleum города Ньюберг, штат Нью-Йорк.

## Заслуги
В 1903 году Бил выиграл свою первую награду, завоевав третье место в конкурсной выставке, проходившей в Вустерском художественном музее, штат Массачусетс. Затем он был удостоен ряда других наград:
- 1910 год — Hallgarten Prize Национальной академии дизайна;
- 1914 год — Бронзовая медаль и приз Галереи Коркоран;
- 1915 год — Золотая медаль на Панамо-Тихоокеанской международной выставке;
- 1930 год — Blair Prize Чикагского института искусств;
- 1937 год — Серебряная медаль на Exposition Internationale des Arts et Techniques dans la Vie Moderne (Париж);
- 1948 год — Saltus Medal Национальной академии дизайна;
- 1954 год — Samuel Finley Breese Morse золотая медаль Национальной академии дизайна;
- 1955 год — Edward Palmer memorial Prize Национальной академии дизайна.